# European Silver League 2021 (damer)
European Silver League 2021 utspelade sig mellan 27 maj och 12 juni 2021. Det var den tredje upplagan av tävlingen och  åtta landslag från CEV:s medlemsförbund deltog. Bosnien och Hercegovina vann tävlingen för första gången genom att besegra Österrike i finalen. Edina Begić utsågs till mest värdefulla spelare.

## Regelverk

### Format
Tävlingen genomfördes i två rundor:
- Gruppspelsrundan. Samtliga lag delades upp i två grupper om fyra lag där alla möte alla både hemma och borta. Det bästa laget i varje grupp, den bästa tvåan samt värden för finalspelet gick vidare till finalspel.
- Slutspelsrundan, bestod av semifinaler, match om tredje pris och final. Vinnaren av finalen kvalificerade sig för European Golden League 2022.

### Rankningskriterier
Om slutresultatet blev 3-0 eller 3-1 tilldelades 3 poäng till det vinnande laget och 0 till det förlorande laget, om slutresultatet blev 3-2 tilldelades 2 poäng till det vinnande laget och 1 till det förlorande laget. 
Rankningsordningen i serien definierades utifrån:
- Antal vunna matcher
- Poäng
- Kvot vunna / förlorade set
- Kvot vunna / förlorade poäng.
- Inbördes möte(n)

## Deltagande lag
| Lag                     | Deltog senast               |
| ----------------------- | --------------------------- |
| Österrike               | European Silver League 2018 |
| Bosnien och Hercegovina | Debut                       |
| Estland                 | European Silver League 2019 |
| Israel                  | European Silver League 2019 |
| Lettland                | Debut                       |
| Luxemburg               | Debut                       |
| Portugal                | European Silver League 2019 |
| Slovenien               | European Silver League 2019 |

## Turneringen

### Gruppspel
| Grupp A   | Grupp B                 |
| --------- | ----------------------- |
| Österrike | Bosnien och Hercegovina |
| Israel    | Estland                 |
| Luxemburg | Lettland                |
| Slovenien | Portugal                |

#### Grupp A

##### Resultat
| 27 maj 2021 d'Coque, Luxemburg Speltid: 1h:10 - Åskådare: 21                   | Österrike | 0 - 3 | Slovenien | 17-25, 17-25, 20-25               |
| 28 maj 2021 d'Coque, Luxemburg Speltid: 1h:07 - Åskådare: 14                   | Israel    | 0 - 3 | Österrike | 16-25, 11-25, 21-25               |
| 28 maj 2021 d'Coque, Luxemburg Speltid: 1h:01 - Åskådare: 111                  | Luxemburg | 0 - 3 | Slovenien | 14-25, 13-25, 16-25               |
| 29 maj 2021 d'Coque, Luxemburg Speltid: 1h:21 - Åskådare: 108                  | Israel    | 3 - 0 | Luxemburg | 25-23, 25-19, 25-22               |
| 30 maj 2021 d'Coque, Luxemburg Speltid: 1h:00 - Åskådare: 21                   | Slovenien | 3 - 0 | Israel    | 25-14, 25-15, 25-11               |
| 30 maj 2021 d'Coque, Luxemburg Speltid: 1h:05 - Åskådare: 150                  | Österrike | 3 - 0 | Luxemburg | 25-19, 25-15, 25-13               |
| 4 juni 2021 Športna Dvorana Ljudski Vrt, Maribor Speltid: 1h:07 - Åskådare: 0  | Österrike | 3 - 0 | Luxemburg | 25-15, 25-14, 25-20               |
| 4 juni 2021 Športna Dvorana Ljudski Vrt, Maribor Speltid: 1h:36 - Åskådare: 30 | Slovenien | 3 - 1 | Israel    | 22-25, 25-11, 25-19, 25-20        |
| 5 juni 2021 Športna Dvorana Ljudski Vrt, Maribor Speltid: 1h:26 - Åskådare: 15 | Israel    | 0 - 3 | Österrike | 18-25, 32-34, 15-25               |
| 5 juni 2021 Športna Dvorana Ljudski Vrt, Maribor Speltid: 1h:07 - Åskådare: 40 | Luxemburg | 0 - 3 | Slovenien | 14-25, 19-25, 13-25               |
| 6 juni 2021 Športna Dvorana Ljudski Vrt, Maribor Speltid: 1h:18 - Åskådare: 10 | Israel    | 3 - 0 | Luxemburg | 25-23, 25-16, 25-14               |
| 6 juni 2021 Športna Dvorana Ljudski Vrt, Maribor Speltid: 2h:19 - Åskådare: 60 | Österrike | 2 - 3 | Slovenien | 22-25, 22-25, 32-30, 25-19, 15-17 |

##### Sluttabell
| Pos. | Lag       | Pt | G | V | P | VS | FS | Kvot  | VP  | FP  | Kvot  |
| ---- | --------- | -- | - | - | - | -- | -- | ----- | --- | --- | ----- |
| 1.   | Slovenien | 17 | 6 | 6 | 0 | 18 | 3  | 6,000 | 513 | 374 | 1,371 |
| 2.   | Österrike | 13 | 6 | 4 | 2 | 14 | 6  | 2,333 | 479 | 400 | 1,197 |
| 3.   | Israel    | 6  | 6 | 2 | 4 | 7  | 12 | 0,583 | 378 | 448 | 0,843 |
| 4.   | Luxemburg | 0  | 6 | 0 | 6 | 0  | 18 | 0,000 | 302 | 450 | 0,671 |

      Kvalificerade för semifinal.

#### Grupp B

##### Resultat
| 28 maj 2021 Arena Zenica, Zenica Speltid: 1h:21 - Åskådare: 70   | Bosnien och Hercegovina | 3 - 0 | Lettland                | 25-19, 25-20, 25-18               |
| 28 maj 2021 Arena Zenica, Zenica Speltid: 2h:12 - Åskådare: 50   | Estland                 | 2 - 3 | Portugal                | 25-19, 23-25, 25-23, 27-29, 11-15 |
| 29 maj 2021 Arena Zenica, Zenica Speltid: 1h:10 - Åskådare: 30   | Lettland                | 0 - 3 | Portugal                | 18-25, 19-25, 21-25               |
| 29 maj 2021 Arena Zenica, Zenica Speltid: 1h:56 - Åskådare: 300  | Bosnien och Hercegovina | 2 - 3 | Estland                 | 25-12, 22-25, 21-25, 25-22, 9-15  |
| 30 maj 2021 Arena Zenica, Zenica Speltid: 1h:12 - Åskådare: 30   | Estland                 | 3 - 0 | Lettland                | 25-18, 25-22, 25-19               |
| 30 maj 2021 Arena Zenica, Zenica Speltid: 1h:20 - Åskådare: 400  | Portugal                | 0 - 3 | Bosnien och Hercegovina | 21-25, 23-25, 19-25               |
| 1º juni 2021 Arena Zenica, Zenica Speltid: 1h:42 - Åskådare: 20  | Estland                 | 1 - 3 | Portugal                | 26-24, 19-25, 19-25, 20-25        |
| 1º juni 2021 Arena Zenica, Zenica Speltid: 0h:56 - Åskådare: 250 | Bosnien och Hercegovina | 3 - 0 | Lettland                | 25-12, 25-8, 25-15                |
| 2 juni 2021 Arena Zenica, Zenica Speltid: 1h:09 - Åskådare: 30   | Lettland                | 0 - 3 | Portugal                | 14-25, 21-25, 19-25               |
| 2 juni 2021 Arena Zenica, Zenica Speltid: 1h:02 - Åskådare: 350  | Bosnien och Hercegovina | 3 - 0 | Estland                 | 25-9, 25-18, 25-20                |
| 3 juni 2021 Arena Zenica, Zenica Speltid: 1h:46 - Åskådare: 20   | Estland                 | 3 - 1 | Lettland                | 26-24, 24-26, 25-22, 25-18        |
| 3 juni 2021 Arena Zenica, Zenica Speltid: 1h:39 - Åskådare: 600  | Portugal                | 3 - 1 | Bosnien och Hercegovina | 25-21, 17-25, 25-20, 25-23        |

##### Sluttabell
| Pos. | Lag                     | Pt | G | V | P | VS | FS | Kvot  | VP  | FP  | Kvot  |
| ---- | ----------------------- | -- | - | - | - | -- | -- | ----- | --- | --- | ----- |
| 1.   | Portugal                | 14 | 6 | 5 | 1 | 15 | 7  | 2,142 | 515 | 471 | 1,093 |
| 2.   | Bosnien och Hercegovina | 13 | 6 | 4 | 2 | 15 | 6  | 2,500 | 491 | 393 | 1,249 |
| 3.   | Estland                 | 9  | 6 | 3 | 3 | 12 | 12 | 1,000 | 516 | 536 | 0,962 |
| 4.   | Lettland                | 0  | 6 | 0 | 6 | 1  | 18 | 0,055 | 353 | 475 | 0,743 |

      Kvalificerade för semifinal.

### Slutspelsfasen
|  | Semifinaler | Semifinaler             | Semifinaler |                         |    | Final               | Final               | Final               |  |
|  |             |                         |             |                         |    |                     |                     |                     |  |
|  | 1B          | Portugal                | 2           |                         |    |                     |                     |                     |  |
|  | 1B          | Portugal                | 2           |                         |    |                     |                     |                     |  |
|  | 2A          | Österrike               | 3           |                         |    |                     |                     |                     |  |
|  | 2A          | Österrike               | 3           |                         | 2A | Österrike           | 2                   |                     |  |
|  |             |                         |             |                         | 2A | Österrike           | 2                   |                     |  |
|  |             |                         | 2B          | Bosnien och Hercegovina | 3  |                     |                     |                     |  |
|  | 1A          | Slovenien               | 2B          | Bosnien och Hercegovina | 3  | 1                   |                     |                     |  |
|  | 1A          | Slovenien               |             |                         |    | 1                   |                     |                     |  |
|  | 2B          | Bosnien och Hercegovina | 3           |                         |    | Match om tredjepris | Match om tredjepris | Match om tredjepris |  |
|  | 2B          | Bosnien och Hercegovina | 3           |                         |    |                     |                     |                     |  |
|  |             |                         |             |                         |    |                     |                     |                     |  |
|  |             |                         |             |                         |    | 1B                  | Portugal            | 1                   |  |
|  |             |                         |             |                         |    | 1B                  | Portugal            | 1                   |  |
|  |             |                         |             |                         |    | 1A                  | Slovenien           | 3                   |  |

#### Semifinaler
| 11 juni 2021 Športna Dvorana Ljudski Vrt, Maribor Speltid: 2h:07 - Åskådare: 30  | Portugal  | 2 - 3 | Österrike               | 23-25, 25-23, 25-22, 20-25, 6-15 |
| 11 juni 2021 Športna Dvorana Ljudski Vrt, Maribor Speltid: 1h:45 - Åskådare: 100 | Slovenien | 1 - 3 | Bosnien och Hercegovina | 23-25, 25-19, 22-25, 24-26       |

#### Match om tredjepris
| 12 juni 2021 Športna Dvorana Ljudski Vrt, Maribor Speltid: 1h:42 - Åskådare: 70 | Portugal | 1 - 3 | Slovenien | 21-25, 25-23, 23-25, 16-25 |

#### Final
| 12 juni 2021 Športna Dvorana Ljudski Vrt, Maribor Speltid: 2h:03 - Åskådare: 200 | Österrike | 2 - 3 | Bosnien och Hercegovina | 22-25, 29-27, 25-23, 18-25, 7-15 |

## Slutplaceringar
| Pos | Lag                     |
| --- | ----------------------- |
|     | Bosnien och Hercegovina |
|     | Österrike               |
|     | Slovenien               |
| 4   | Portugal                |
| 5   | Estland                 |
| 5   | Israel                  |
| 7   | Lettland }              |
| 7   | Luxemburg´              |

## Statistik
| Vunna poäng | Vunna poäng        | Vunna poäng | Vunna poäng             |
| Pos.        | Namn               | Poäng       | Lag                     |
| ----------- | ------------------ | ----------- | ----------------------- |
| 1           | Dajana Bošković    | 135         | Bosnien och Hercegovina |
| 2           | Polina Malik       | 118         | Israel                  |
| 3           | Maria Lopes        | 105         | Portugal                |
| 4           | Aida Mehić         | 102         | Österrike               |
| 4           | Marta Hurst        | 102         | Portugal                |
| 6           | Nikolina Maroš     | 93          | Österrike               |
| 7           | Anđelka Radišković | 89          | Bosnien och Hercegovina |
| 8           | Eva Zatković       | 84          | Slovenien               |
| 9           | Mirta Velikonja    | 81          | Slovenien               |
| 10          | Edina Selimović    | 80          | Bosnien och Hercegovina |

| Vunna attacker | Vunna attacker     | Vunna attacker | Vunna attacker          |
| Pos.           | Namn               | Poäng          | Lag                     |
| -------------- | ------------------ | -------------- | ----------------------- |
| 1              | Dajana Bošković    | 113            | Bosnien och Hercegovina |
| 2              | Polina Malik       | 108            | Israel                  |
| 3              | Marta Hurst        | 88             | Portugal                |
| 4              | Maria Lopes        | 80             | Portugal                |
| 5              | Nikolina Maroš     | 77             | Österrike               |
| 6              | Edina Begić        | 65             | Bosnien och Hercegovina |
| 6              | Anđelka Radišković | 65             | Bosnien och Hercegovina |
| 8              | Eva Zatković       | 64             | Slovenien               |
| 8              | Aida Mehić         | 64             | Österrike               |
| 10             | Ana Vale           | 63             | Portugal                |

| Vunna block | Vunna block        | Vunna block | Vunna block             |
| Pos.        | Namn               | Poäng       | Lag                     |
| ----------- | ------------------ | ----------- | ----------------------- |
| 1           | Aida Mehić         | 28          | Österrike               |
| 2           | Mirta Velikonja    | 25          | Slovenien               |
| 3           | Edina Selimović    | 22          | Bosnien och Hercegovina |
| 3           | Aline Rodrigues    | 22          | Portugal                |
| 5           | Ajla Paradžik      | 19          | Bosnien och Hercegovina |
| 6           | Andrea Duvnjak     | 17          | Österrike               |
| 7           | Dajana Bošković    | 14          | Bosnien och Hercegovina |
| 8           | Liis Kullerkann    | 13          | Estland                 |
| 8           | Anđelka Radišković | 13          | Bosnien och Hercegovina |
| 10          | Maria Lopes        | 11          | Portugal                |

| Serveess | Serveess           | Serveess | Serveess                |
| Pos.     | Namn               | Poäng    | Lag                     |
| -------- | ------------------ | -------- | ----------------------- |
| 1        | Maria Lopes        | 14       | Portugal                |
| 2        | Nikolina Maroš     | 13       | Österrike               |
| 3        | Eva Zatković       | 12       | Slovenien               |
| 3        | Mirta Velikonja    | 12       | Slovenien               |
| 3        | Milana Božić       | 12       | Bosnien och Hercegovina |
| 6        | Anđelka Radišković | 11       | Bosnien och Hercegovina |
| 7        | Eliana Durão       | 10       | Portugal                |
| 7        | Lena Wagner        | 10       | Luxemburg               |
| 7        | Brina Bračko       | 10       | Slovenien               |
| 7        | Aida Mehić         | 10       | Österrike               |